# Ян, Фридрих Людвиг

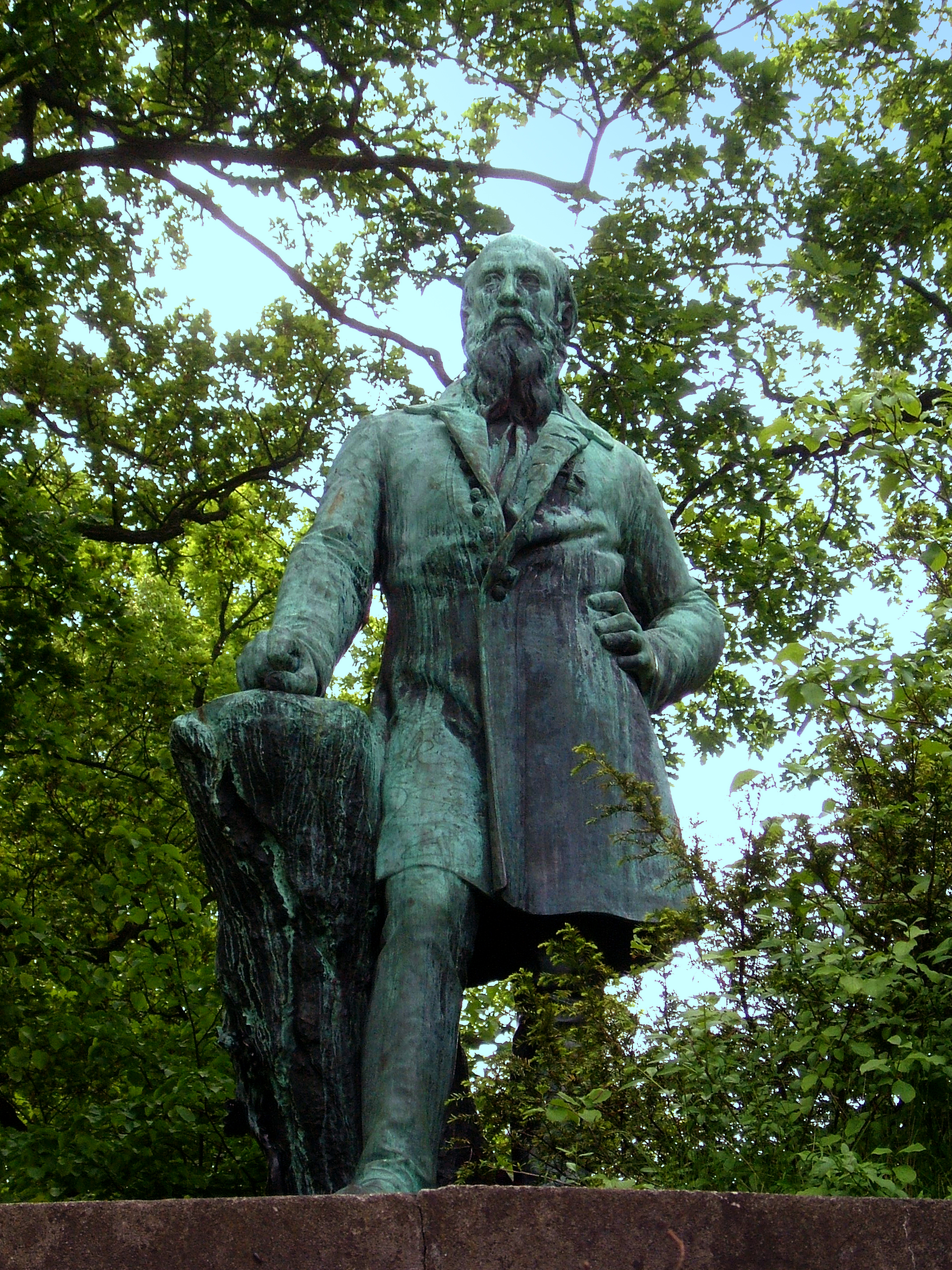
Памятник Фридриху Людвигу Яну в Берлине

Фридрих Людвиг Ян (нем. Friedrich Ludwig Jahn; 11 августа 1778, Ланц — 15 октября 1852, Фрайбург) — немецкий офицер, педагог, политик и общественный деятель.

## Биография
Фридрих Людвиг Ян изучал богословие и философию в университетах Галле, Гёттингена и Грейфсвальда.
Осенью 1806 года он хотел поступить на службу в прусскую армию, но это удалось ему только после сражения при Йене. С 1810 года был учителем в одной из берлинских гимназий.
Его принято считать «отцом современной гимнастики» (Turnvater).
Страдая за унижение Германии, в особенности Пруссии, считал задачей своей жизни поднятие народного духа путём развития физических и моральных сил населения. Был основателем нескольких спортивно-гимнастических обществ, готовивших молодёжь к национально-освободительной борьбе. Благодаря его работам стали широко использоваться такие гимнастические снаряды как: брусья, бревно, конь и свободные подвесы (гимнастические кольца).
В 1813 году командовал батальоном в корпусе под начальством Лютцова. После окончания войны вновь вернулся к преподаванию гимнастики в Берлине.
В связи с наступившей после наполеоновских войн политической реакцией его стали считать опасным демагогом. В 1819 году он был арестован и отвезен сначала в Шпандау, затем в Кюстрин, откуда он в 1820 году предстал перед особой следственной комиссией в Берлине. До решения его дела он содержался в крепости Кольберг; в 1824 году последовало его присуждение к двухлетнему заключению в крепости. В 1825 году он был освобожден, но ему было запрещено жить как в городах с университетом или гимназией, так и в окрестностях Берлина. Он поселился во Фрайбурге (в современной Саксонии-Анхальт), но в 1828 г. был выслан оттуда и только в 1835 году получил разрешение вернуться в Фрейбург.
В 1840 году был награждён Железным крестом за мужество в борьбе с Наполеоном.
Весной 1848 года был избран в общегерманский парламент, где придерживался крайне правых взглядов.

## В дальнейшей истории
В нацистской Германии Ян воспринимался как один из предшественников и провозвестников Третьего Рейха. Идеолог нацизма Альфред Боймлер опубликовал монографию «Место Фридриха Людвига Яна в истории германского духа» (Friedrich Ludwig Jahns Stellung in der deutschen Geistesgeschichte; 1940), обосновывающую взаимосвязь между нацизмом и представлениями Яна о воспитании тела как основе воспитания духа.

## Память
Учреждённая в 1863 году в Лейпциге немецкими гимнастами пенсионная касса для учителей гимнастики и их жён и детей носила название «Фонд Яна» (Jahnstiftung).
Его бюст помещён в Вальха́лла (Walhalla) — Зале Славы выдающихся исторических личностей, принадлежащих к германской культуре.
Изображён на почтовой марке ГДР 1952 года.
Установлен памятник в Берлине.
В честь Фридриха Людвига Яна названы:
- Немецкий футбольный клуб «Ян».
- Немецкая пехотная дивизия времён Второй мировой войны (существовала короткое время в 1945 году).

## Избранная библиография
- Bereicherung des hochdeutschen Sprachschatzes (1806);
- Deutsche Turnkunst (1816; совместно с Эйзеленом[5])
- Deutsches Volkstum (1810, 2-е изд., 1817);
- Runenblätter (1816);
- Die deutsche Turnkunst (1816);
- Neue Runenblätter (1828);
- Merke zum deutschen Volkstum (1833);
- Selbstverteidigung (1863).